# Deutsche Wirtschaftsbetriebe

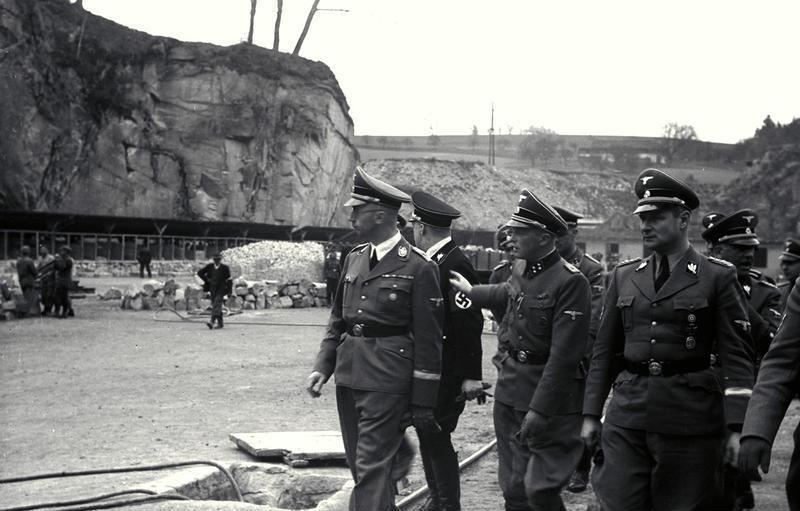
Himmler inspeccionando canteras de piedra minadas por prisioneros del campo de concentración de Mauthausen-Gusen.

La Deutsche Wirtschaftsbetriebe (en español: Empresas Económicas Alemanas) abreviado DWB, fue un proyecto nazi lanzado en la Segunda Guerra Mundial por las Allgemeine SS para beneficiarse del uso de trabajo forzado y obligatorio extraído de los internos de los campos de concentración.

## Empresas relacionadas
La DWB era un holding de más de 25 industrias de las SS. Oswald Pohl, jefe de la Oficina Económica y Administrativa Central de las SS (conocido por sus iniciales alemanas como WVHA) también fue el director general de DWB. Georg Lörner, otro alto funcionario de la WVHA, fue otro incorporador. A través de la propiedad de acciones, DWB controlaba una amplia variedad de empresas, como canteras de piedra, plantas de fabricación de ladrillos, fábricas de cemento, fábricas farmacéuticas, bienes raíces, viviendas, materiales de construcción, impresión y encuadernación de libros, porcelana y cerámica, agua mineral y jugos de frutas, muebles, alimentos y textiles y cuero. Algunas de estas empresas y propiedades habían sido previamente dimensionadas o expropiadas de sus legítimos propietarios.

## Papel en crímenes de guerra
Después de la Segunda Guerra Mundial, los jefes supervivientes de la WVHA fueron enjuiciados por crímenes contra la humanidad. La mayoría de ellos fueron declarados culpables. Tanto Oswald Pohl como Georg Lörner fueron condenados a muerte en la horca, aunque Georg Lörner logró conmutar su sentencia a una pena de prisión. El tribunal de crímenes de guerra hizo especial hincapié en el papel que los acusados habían desempeñado en cuatro filiales de la DWB:
- La Deutsche Erd- und Steinwerke, conocida como DEST, que operaba cinco canteras de granito, seis plantas de ladrillos y azulejos, y una planta de corte de piedra;
- La Klinker-Zement, fabricación de ladrillos y bloques de hormigón, productos ignífugos, cerámica, cal y tiza. Esta empresa tenía grandes filiales en Golleschau, Praga, Lvov y Białystok;
- La Ostindustrie, u OSTI, se organizó en marzo de 1943 y se disolvió un año más tarde, lo que, utilizando mano de obra judía forzada, operó todas las industrias judías confiscadas en la Polonia ocupada por los alemanes, incluidas las fundiciones, plantas textiles, canteras, trabajos en vidrio y otros.
- La Deutsche Ausrüstungswerke o DAW, que operaba varias industrias en siete campos de concentración, utilizando trabajo forzado de reclusos.[2]

La DEST en particular se hizo famosa por la explotación en condiciones brutales del trabajo de los internos del campo de concentración en el campo de concentración de Mauthausen-Gusen en Austria.